# Atletica leggera alla XXX Universiade - 100 metri piani maschili
La specialità dei 100 metri piani maschili alla Universiade di Napoli 2019 si è svolta tra l'8 ed il 9 luglio 2019.

## Podio
| Oro     | Paulo André de Oliveira Brasile |
| Argento | Chederick van Wyk Sudafrica     |
| Bronzo  | Rodrigo do Nascimento Brasile   |

## Risultati

### Preliminari
Passano al turno successivo i primi due atleti di ogni batteria (Q) e i cinque atleti con i migliori tempi tra gli esclusi (q).

Vento:

Batteria 1: -1,0 m/s, Batteria 2: -0,4 m/s, Batteria 3: -0,7 m/s, Batteria 4: +1,5 m/s, Batteria 5: +1,4 m/s
| Posizione | Batteria | Nome                   | Nazione        | Tempo | Note                                     |
| --------- | -------- | ---------------------- | -------------- | ----- | ---------------------------------------- |
| 1         | 4        | Benjamin Azamati-Kwaku | Ghana          | 10.32 | Q,                                       |
| 2         | 1        | Sarfo Ansah            | Ghana          | 10.64 | Q,                                       |
| 3         | 3        | Thabiso Sekgopi        | Botswana       | 10.66 | Q,                                       |
| 4         | 3        | Ruttanapon Sowan       | Thailandia     | 10.72 | Q                                        |
| 5         | 3        | Amund Hoje Sjursen     | Norvegia       | 10.73 | q,                                       |
| 6         | 4        | Timothee Yap           | Singapore      | 10.80 | Q                                        |
| 7         | 4        | Oliver Mwimba          | RD del Congo   | 10.85 | q                                        |
| 8         | 1        | Bayu Kertanegara       | Indonesia      | 10.86 | Q                                        |
| 9         | 5        | Mantas Šeštokas        | Lituania       | 10.89 | q                                        |
| 10        | 2        | Lukáš Púchovský        | Slovacchia     | 10.91 | Q                                        |
| 11        | 4        | Emmanuel Nuwagaba      | Uganda         | 10.97 | q                                        |
| 12        | 3        | Tilen Ovniček          | Slovenia       | 10.99 | q                                        |
| 13        | 2        | Pablo Zuliani          | Argentina      | 11.00 | Q                                        |
| 14        | 2        | Reinis Kreipāns        | Lettonia       | 11.03 | Miglior prestazione personale stagionale |
| 15        | 2        | Yahaya Maliamungu      | Uganda         | 11.05 |                                          |
| 16        | 4        | Usama Al-Gheilani      | Oman           | 11.06 |                                          |
| 17        | 2        | Rabiou Hima Matto      | Niger          | 11.14 |                                          |
| 18        | 1        | Gihan Ranaweera        | Sri Lanka      | 11.36 |                                          |
| 19        | 3        | Lam Cho Kei            | Macao          | 11.56 |                                          |
| 20        | 4        | Gerard Nepomuceno      | Filippine      | 11.69 |                                          |
| 21        | 1        | Hassan Al-Onayzan      | Arabia Saudita | 11.75 |                                          |
| 22        | 1        | Sulaiyam Al-Sulaimi    | Oman           | 11.76 |                                          |
| 23        | 1        | Sean Michael Kaufman   | Filippine      | 11.81 |                                          |
|           | 2        | Sujan Shrestha         | Nepal          | DNS   |                                          |
|           | 2        | Yossi Dienga           | RD del Congo   | DNS   |                                          |

### Batterie
Passano in semifinale i primi tre atleti di ogni batteria (Q) e i tre atleti con i migliori tempi tra gli esclusi (q).

Vento:

Batteria 1: +0,7 m/s, Batteria 2: +0,7 m/s, Batteria 3: +0,3 m/s, Batteria 4: -0,4 m/s,
  
Batteria 5: -0,2 m/s,Batteria 6: 0,0 m/s, Batteria 7: 0,0 m/s
| Posizione | Batteria | Nome                     | Nazione           | Tempo | Note                                     |
| --------- | -------- | ------------------------ | ----------------- | ----- | ---------------------------------------- |
| 1         | 7        | Chederick van Wyk        | Sudafrica         | 10.29 | Q                                        |
| 2         | 4        | Paulo André de Oliveira  | Brasile           | 10.32 | Q                                        |
| 3         | 1        | Ján Volko                | Slovacchia        | 10.36 | Q                                        |
| 4         | 5        | Rodrigo do Nascimento    | Brasile           | 10.38 | Q                                        |
| 5         | 1        | Carlos Nascimento        | Portogallo        | 10.39 | Q                                        |
| 6         | 1        | Xuan Dajun               | Cina              | 10.39 | Q                                        |
| 7         | 5        | Daisuke Miyamoto         | Giappone          | 10.41 | Q                                        |
| 8         | 5        | Zdeněk Stromšík          | Rep. Ceca         | 10.42 | Q                                        |
| 9         | 2        | Dominik Záleský          | Rep. Ceca         | 10.42 | Q                                        |
| 10        | 4        | Juan Carlos Alanis       | Messico           | 10.42 | Q                                        |
| 10        | 6        | Sarfo Ansah              | Ghana             | 10.42 | Q,                                       |
| 12        | 4        | Bruno Dede               | Giappone          | 10.42 | Q                                        |
| 13        | 7        | Benjamin Azamati-Kwaku   | Ghana             | 10.43 | Q                                        |
| 14        | 6        | Duan Asemota             | Canada            | 10.44 | Q                                        |
| 15        | 1        | Johnathan Nyepa          | Malaysia          | 10.47 | q                                        |
| 15        | 4        | Adam Thomas              | Regno Unito       | 10.47 | q                                        |
| 17        | 1        | Luca Cassano             | Italia            | 10.48 | q                                        |
| 18        | 3        | Markus Fuchs             | Austria           | 10.50 | Q                                        |
| 18        | 7        | Aleksandar Askovic       | Germania          | 10.50 | Q                                        |
| 20        | 7        | Gurindervir Singh        | India             | 10.54 |                                          |
| 21        | 6        | Thembo Monareng          | Sudafrica         | 10.55 | Q                                        |
| 22        | 2        | Siripol Punpa            | Thailandia        | 10.55 | Q                                        |
| 23        | 3        | Wang Wei-hsu             | Taipei Cinese     | 10.56 | Q                                        |
| 24        | 6        | Jiang Hengnan            | Cina              | 10.57 |                                          |
| 25        | 4        | Alexandr Kasper          | Kazakistan        | 10.59 |                                          |
| 26        | 8        | Zach Holdsworth          | Australia         | 10.63 | [ 2 ]                                    |
| 27        | 5        | Harjit Singh             | India             | 10.63 |                                          |
| 28        | 7        | Ruttanapon Sowan         | Thailandia        | 10.64 | Miglior prestazione personale stagionale |
| 29        | 5        | Aykut Ay                 | Turchia           | 10.65 |                                          |
| 30        | 3        | Frederik Schou-Nielsen   | Danimarca         | 10.65 | Q                                        |
| 31        | 3        | Park Sie-young           | Corea del Sud     | 10.66 |                                          |
| 32        | 2        | Cheng Po-yu              | Taipei Cinese     | 10.66 | Q                                        |
| 33        | 6        | Eko Rimbawan             | Indonesia         | 10.67 |                                          |
| 34        | 2        | Hafiz Jantan             | Malaysia          | 10.70 |                                          |
| 35        | 6        | Ionut-Andrei Neagoe      | Romania           | 10.71 |                                          |
| 36        | 6        | Even Meinseth            | Norvegia          | 10.73 |                                          |
| 37        | 2        | Rico Tse Yee Hin         | Hong Kong         | 10.73 |                                          |
| 38        | 3        | Thabiso Sekgopi          | Botswana          | 10.75 |                                          |
| 39        | 1        | Vitaliy Zems             | Kazakistan        | 10.75 |                                          |
| 40        | 1        | Bayu Kertanegara         | Indonesia         | 10.79 | Miglior prestazione personale            |
| 40        | 4        | Ioan Andrei Melnicescu   | Romania           | 10.79 |                                          |
| 42        | 4        | Mohamed Abdel Guettouche | Algeria           | 10.83 |                                          |
| 43        | 7        | Rodrigo Opazo            | Cile              | 10.86 |                                          |
| 44        | 2        | Herry Wong Cheuk Hei     | Hong Kong         | 10.88 |                                          |
| 45        | 7        | Edgar Silwimba           | Zambia            | 10.91 |                                          |
| 46        | 5        | Mantas Šeštokas          | Lituania          | 10.92 |                                          |
| 46        | 6        | Lukáš Púchovský          | Slovacchia        | 10.92 |                                          |
| 48        | 5        | Pablo Zuliani            | Argentina         | 10.97 |                                          |
| 48        | 7        | Timothee Yap             | Singapore         | 10.97 |                                          |
| 50        | 3        | Tilen Ovniček            | Slovenia          | 11.03 |                                          |
| 51        | 2        | Emmanuel Nuwagaba        | Uganda            | 11.08 |                                          |
| 52        | 4        | Oliver Mwimba            | RD del Congo      | 11.09 |                                          |
| 53        | 1        | Uzzal Sutradhar          | Bangladesh        | 11.33 |                                          |
| 54        | 3        | Amund Hoje Sjursen       | Norvegia          | 25.71 |                                          |
|           | 2        | Ahmed Jumah              | Arabia Saudita    | DQ    | R164.3                                   |
|           | 3        | Akanni Hislop            | Trinidad e Tobago | DNS   |                                          |

### Semifinale
Passano in finale i primi due atleti di ogni batteria (Q) e i due atleti con i migliori tempi tra gli esclusi (q).

Vento:

Batteria 1: -0,4 m/s, Batteria 2: +0,4 m/s, Batteria 3: -0,2 m/s
| Posizione | Batteria | Nome                    | Nazione       | Tempo | Note                          |
| --------- | -------- | ----------------------- | ------------- | ----- | ----------------------------- |
| 1         | 1        | Paulo André de Oliveira | Brasile       | 10.20 | Q                             |
| 2         | 3        | Chederick van Wyk       | Sudafrica     | 10.27 | Q                             |
| 3         | 3        | Duan Asemota            | Canada        | 10.36 | Q                             |
| 4         | 2        | Rodrigo do Nascimento   | Brasile       | 10.37 | Q                             |
| 5         | 2        | Daisuke Miyamoto        | Giappone      | 10.37 | Q                             |
| 6         | 2        | Ján Volko               | Slovacchia    | 10.39 | q                             |
| 7         | 1        | Dominik Záleský         | Rep. Ceca     | 10.45 | Q                             |
| 8         | 1        | Carlos Nascimento       | Portogallo    | 10.45 | q                             |
| 9         | 2        | Xuan Dajun              | Cina          | 10.46 |                               |
| 10        | 2        | Juan Carlos Alanis      | Messico       | 10.46 |                               |
| 11        | 1        | Bruno Dede              | Giappone      | 10.50 |                               |
| 12        | 2        | Zdeněk Stromšík         | Rep. Ceca     | 10.51 |                               |
| 13        | 3        | Markus Fuchs            | Austria       | 10.53 |                               |
| 14        | 1        | Benjamin Azamati-Kwaku  | Ghana         | 10.54 |                               |
| 15        | 3        | Sarfo Ansah             | Ghana         | 10.54 | Miglior prestazione personale |
| 16        | 3        | Luca Cassano            | Italia        | 10.54 |                               |
| 17        | 3        | Aleksandar Askovic      | Germania      | 10.55 |                               |
| 18        | 3        | Siripol Punpa           | Thailandia    | 10.56 |                               |
| 19        | 1        | Johnathan Nyepa         | Malaysia      | 10.59 |                               |
| 20        | 2        | Adam Thomas             | Regno Unito   | 10.62 |                               |
| 21        | 1        | Thembo Monareng         | Sudafrica     | 10.67 |                               |
| 22        | 3        | Frederik Schou-Nielsen  | Danimarca     | 10.67 |                               |
| 23        | 1        | Wang Wei-hsu            | Taipei Cinese | 10.67 |                               |
| 24        | 2        | Cheng Po-yu             | Taipei Cinese | 10.71 |                               |

### Finale
| Pos. | Corsia | Nome                    | Nazione    | Tempo           | Note |
| ---- | ------ | ----------------------- | ---------- | --------------- | ---- |
|      | 6      | Paulo André de Oliveira | Brasile    | 10"09           |      |
|      | 5      | Chederick van Wyk       | Sudafrica  | 10"23           |      |
|      | 4      | Rodrigo do Nascimento   | Brasile    | 10"32           |      |
| 4    | 1      | Ján Volko               | Slovacchia | 10"36           |      |
| 5    | 3      | Duan Asemota            | Canada     | 10"39           |      |
| 6    | 7      | Dominik Záleský         | Rep. Ceca  | 10"42           |      |
| 7    | 8      | Daisuke Miyamoto        | Giappone   | 10"43           |      |
| 8    | 2      | Carlos Nascimento       | Portogallo | DNS             |      |
|      |        |                         |            | Vento: -0,1 m/s |      |